# Vilém Gross
Vilém Gross (26. května 1894 Padochov – 8. února 1977 Oslavany) byl český amatérský archeolog a posléze správce muzea v Ivančicích.

## Život

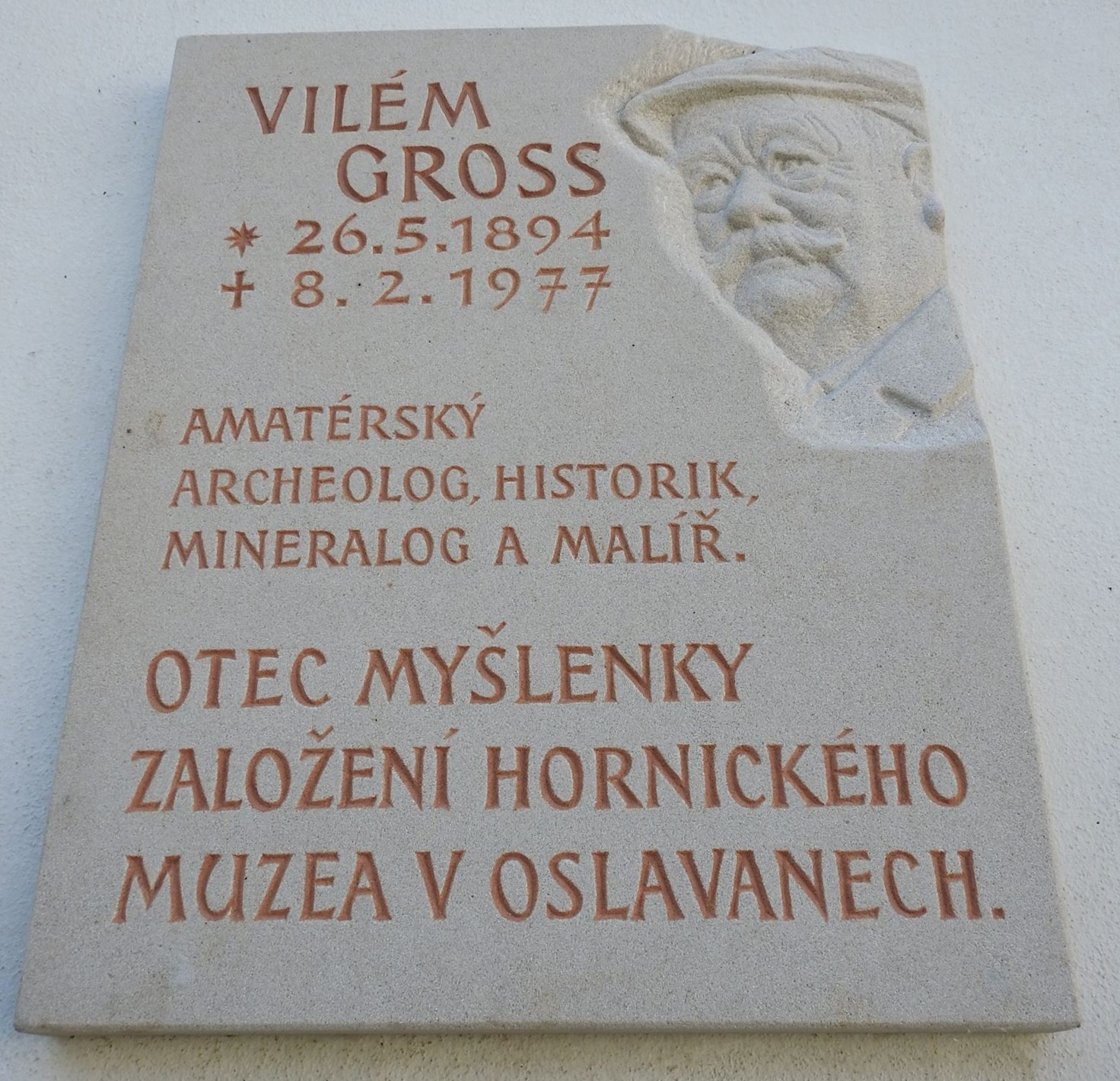
Pamětní deska v Oslavanech

Narodil se v havířské rodině v Padochově. Zde navštěvoval základní školu. Od 14 let se učil zámečníkem v Českých Budějovicích v Zátkových mlýnech. V roce 1915 se dostal do zbrojovky v hornorakouském Steyru. V roce 1927 se přestěhoval do Oslavan, kde po 42 let pracoval jako zámečník v tamní elektrárně až do svého důchodu. Byl aktivním členem mnoha spolků a organizací. Byl zakládajícím členem TJ Sokol Padochov, členem malířského výtvarného kroužku, členem Okrašlovacího spolku v Oslavanech, členem Moravského archeologického spolku. Dožil se 82 let, zemřel po dlouhotrvající chorobě 8. února 1977 a je pochován na hřbitově v Oslavanech.

## Muzejní činnost
Pracoval externě jako kustod (správce) muzea v Ivančicích. Od roku 1926 až do 1948 muzeum každoročně vydávalo ročenky s odbornými články. Koncem roku 1945 vydal musejní spolek v Ivančicích publikaci Padesát let musejního spolku a musea v Ivančicích" (64 stran). Vědecké články do ní napsali archeolog Vilém Gross a přírodovědec Oldřich Kapler. Má zásluhu na založení hornického muzea v Oslavanech, dne 1. května 2015 mu byla u vchodu do oslavanského muzea odhalena pamětní deska.

## Archeologický výzkum
Zkoumal archeologické naleziště na Oslavansku a v blízkém okolí. Zajímal se o výšinná sídliště v Pooslaví a Pojihlaví, zkoumal pohřebiště v Zábrdovicích u Vedrovic, v Tetčicích, na Skřípině u Mohelna, v Senoradech nebo neolitické sídliště u Nové Vsi.
Ve dvacátých letech prokopal mohylu Pod Antoníčkem v Mohelně a zdokumentoval pohřební výbavu halštatského velmože pohřbeného pod mohylou. I v pokročilém věku navštěvoval archeologické výzkumy v Těšeticích-Kyjovicích a na hradisku u Kramolín.

## Sběratelská činnost
Věnoval se také geologii, sbíral minerály a rostlinné zkameněliny. Shromáždil i velkou kolekcí vltavínů (moldavitů) z blízkého okolí. Řada jeho nálezů je v Moravském zemském muzeu v Brně a muzeu v Třebíči.
| „             | Po čtyřicetiletém zájmu poznávám, že kdo bohatě odměňuje a nikdy nezradí, je příroda se svou krásou. | “ |
| — Vilém Gross | |   |